# Роузвелт (Њујорк)
Роузвелт (енгл. Roosevelt) насељено је место без административног статуса у америчкој савезној држави Њујорк.

## Демографија
По попису из 2010. године број становника је 16.258, што је 404 (2,5%) становника више него 2000. године.
| Група             | 2000.          | 2010.          |
| Белци             | 461 (2,9%)     | 326 (2,0%)     |
| Афроамериканци    | 12.528 (79,0%) | 10.261 (63,1%) |
| Азијати           | 77 (0,5%)      | 91 (0,6%)      |
| Хиспаноамериканци | 2.572 (16,2%)  | 5.548 (34,1%)  |
| Укупно            | 15.854         | 16.258         |